# Troy Deeney
Troy Matthew Deeney, född 29 juni 1988, är en engelsk fotbollsspelare (anfallare) som också har verkat som tränare. Han är för närvarande klubblös.

## Karriär
Den 8 augusti 2015 debuterade Deeney i Premier League i premiärmatchen av säsongen 2015/2016 mot Everton (2–2). Den 24 oktober 2015 gjorde han sitt första mål i Premier League i en vinstmatch över Stoke City (2–0).
Efter 11 år i Watford värvades Deeney den 30 augusti 2021 av Birmingham City, där han skrev på ett tvåårskontrakt.
Den 17 augusti 2023 anslöt Deeney till Forest Green Rovers som spelande tränare. Han blev permanent huvudtränare den 20 december 2023. Han avskedades den 18 januari 2024.